# Per Holmertz
Per Anders Gustaf Holmertz (Motala, 3 marzo 1960) è un ex nuotatore svedese.
Specializzato nello stile libero, ha vinto la medaglia d'argento nei 100 m sl alle olimpiadi di Mosca 1980.

## Palmarès
- Olimpiadi
  - Mosca 1980: argento nei 100 m sl.

- Mondiali
  - 1978 - Berlino: bronzo nella staffetta 4x100 m sl.

- Europei
  - 1981 - Spalato: argento nella staffetta 4x100 m sl
  - 1983 - Roma: argento nella staffetta 4x100 m sl.